# Francesca Bellettini
Francesca Bellettini (Cesena, 18 aprile 1970) è una dirigente d'azienda italiana.
Francesca Bellettini è stata presidente e amministratore delegato dell'azienda Yves Saint Laurent dal 2013; dal 2023 è nominata deputy CEO del gruppo Kering, ruolo per cui tutti gli amministratori delegati del gruppo, che comprende Gucci, Balenciaga e Bottega Veneta, risponderanno a lei.

## Biografia
Francesca Bellettini è nata e cresciuta a Cesena insieme a due sorelle maggiori. Suo padre era contabile in una segheria, mentre sua madre era direttrice di una scuola. Bellettini ha studiato economia e gestione d'impresa all'Università Bocconi di Milano, passando cinque mesi all'università di Chicago.
In seguito, parte per New York, dove comincia a lavorare per Goldman Sachs, poi a Londra. Ha lavorato alla banca d'investimento Deutsche Morgan Grenfell, dove ha conosciuto Patrizio Bertelli, amministratore delegato del gruppo Prada: entra a fare parte del dipartimento di sviluppo commerciale del gruppo nel 1999. In seguito lavora per le marche Helmut Lang, Gucci e Bottega Veneta. A luglio 2013 diventa amministratore delegato di  Yves Saint Laurent al posto di Paul Deneve e inizia un'operazione di riorganizzazione dell'azienda. L'azienda raggiunge una cifra d'affari di 1,22 miliardi di euro nel 2016, con una crescita del 25,3%.
A luglio 2018 è nominata cavaliere della Legione d'Onore francese.